# Stadtmühle Teterow

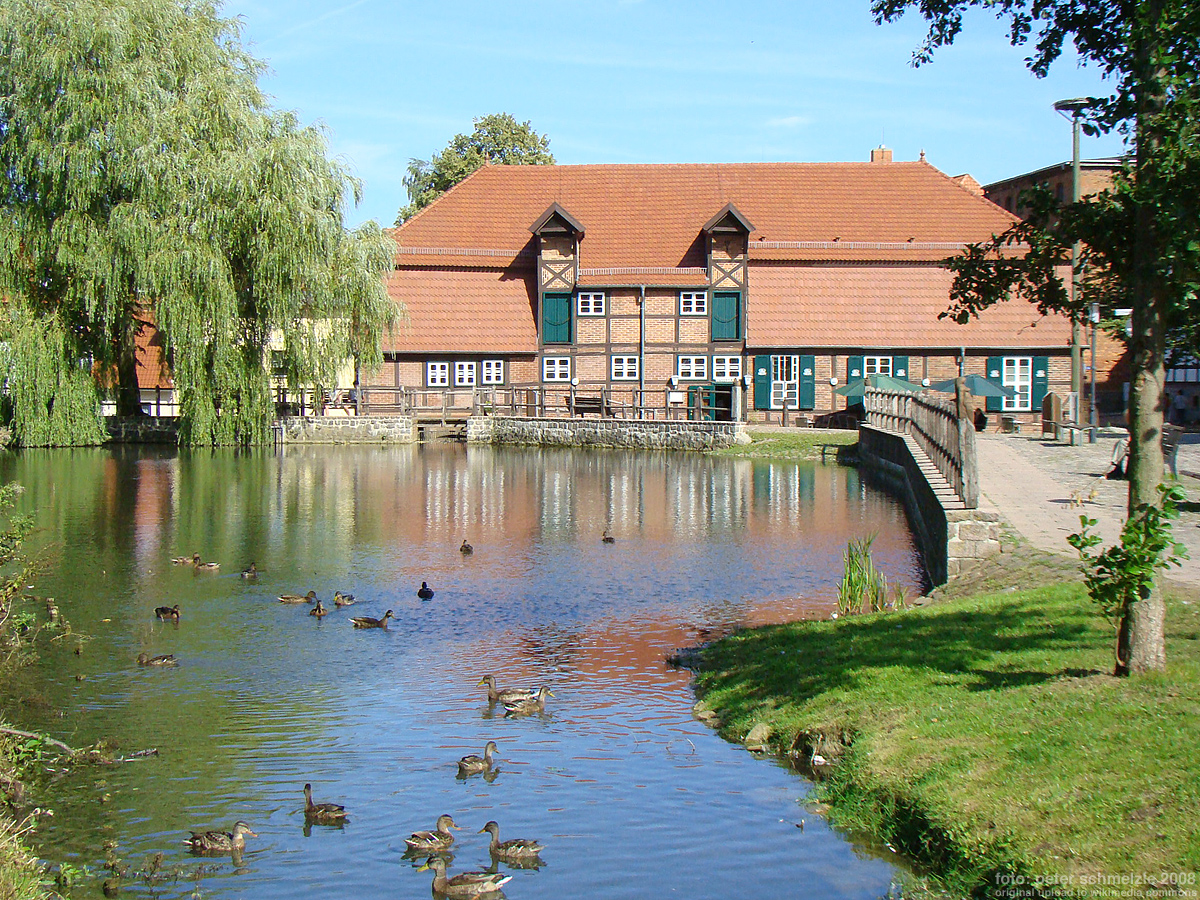

Die Stadtmühle Teterow in Teterow (Mecklenburg-Vorpommern), Mühlenstraße, wurde 1800 gebaut. Sie beherbergt heute eine Gaststätte und ein Kulturzentrum.
Das Gebäude steht unter Denkmalschutz.

## Geschichte

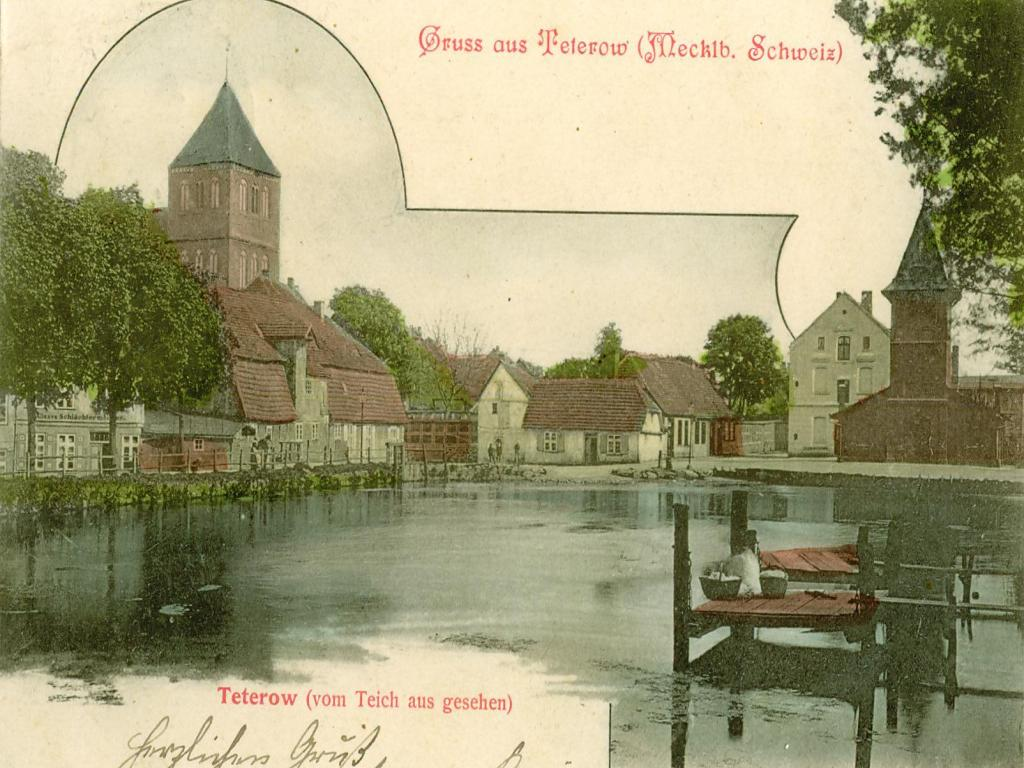
Ältere Postkartenansicht: Mühlenteich, Mühle und Stadtkirche Teterow

Die Stadt Teterow nach 1200 gegründet erhielt um 1235 das Stadtrecht.
Es muss davon ausgegangen werden, dass erste Wassermühlen in Teterow bald nach der Stadtgründung an der Kleinen Peene/Köthelscher Bach bestanden. Nach 1648 wird eine Wassermühle als Bestandteil der Befestigungsanlagen genannt. Eine weitere Wassermühle war die Bornmühle etwas weiter flussaufwärts In der Bornmühle  wurde später eine „Schankwirtschaft“ betrieben. Heute werden die Gebäude 
als Wohnungen genutzt.  Beide Mühlen wurden vom Domanialamt Güstrow verwaltet. Die erste Stadtmühle brannte beim Stadtbrand von 1793 ab.
Das eingeschossige Fachwerkgebäude der Stadtmühle von 1800 mit Mansarddach ist ein Beispiel für Bauten des Wiederaufbaus. Prägend sind die beiden Dacherker. Die Mühle stand am Mühlenteich, aufgestaut durch die Kleine Peene (Teterower Peene). Sie wurde betrieben durch ein unterschlächtiges Wasserrad, bei dem das Wasser unter dem Rad einen Kropf durchfließt. Der offene Wasserzufluss wurde im Stadtinneren 1885 überdeckt und 2002/03 im Rahmen der Städtebauförderung im Bereich der Seestraße wieder geöffnet. Ab 1973 gehörte die Mühle zur staatlichen Landwirtschaftlichen Produktionsgenossenschaft (LPG). Bis 1991 war es ein Mischfutterwerk der LPG. 
Die Stadt erwarb 1991 das Gebäude und 1994/95 wurde es mit Städtebauförderungsmitteln umgebaut und saniert für die Nutzung als Gaststätte und Kulturhaus mit Saal. 2007 brannte der danach sanierte Dachstuhl. Im Obergeschoss befindet sich seitdem der Frauentreff Trude der Arbeiterwohlfahrt und das Büro des Heimatbundes Teterow.